# Нікко Боксолл
Нікко Боксолл (англ. Nikko Boxall, нар. 24 лютого 1992, Окленд) — новозеландський футболіст, захисник клубу «Окленд Сіті» та національної збірної Нової Зеландії. Виступав також за низку новозеландських і закордонних клубів.

## Клубна кар'єра
Нікко Боксолл народився 1992 року в місті Окленд. Займався в юнацьких командах футбольних клубів «Окленд Сіті» та «Сентрал Юнайтед». У 2011 році виїхав на навчання в США, де до 2014 року грав за університетську команду «Нортвестерн Вайлдкетс». У 2015 році Боксолл став гравцем німецького клубу Регіоналліги «Цвайбрюккен», в якій зіграв 13 матчів чемпіонату.
У 2015 році новозеландський футболіст перебрався до Фінляндії, де з 2015 по 2018 рік грав у складі команд «ВПС» та «КуПС».
У 2018 році Боксолл перейшов до данського клубу «Віборг», у складі якого грав до 2020 року, та був основним гравцем захисної ланки команди. У 2020 році новозеландець знову став гравцем фінської команди, цього разу клубу «СІК», у складі грав до 2021 року.
У 2022 році Нікко Боксолл став гравцем американського клубу «Сан-Дієго Лоял». Наступного року футболіст повернувся на батьківщину до клубу «Окленд Сіті», проте за короткий час перейшов до клубу «Веллінгтон Фенікс». У кінці року Боксолл знову став гравцем фінського клубу, цього разу «Інтер» (Турку), а в 2024 році повернувся на батьківщину до клубу «Істерн Сабарбс». З 2025 року Нікко Боксолл знову грає в складі клубу «Окленд Сіті».

## Виступи за збірні
У 2011 році Нікко Боксолл зіграв свій єдиний матч у складі молодіжної збірної Нової Зеландії.
У 2018 році Нікко Боксолл дебютував у складі національної збірної Нової Зеландії. У складі національної збірної футболіст грав до 2022 року, загалом зіграв у складі збірної 7 матчів, у яких забитими голами не відзначився.

## Особисте життя
Нікко Боксолл є молодшим братом іншого новозеландського футболіста Майкла Боксолла.
| Дата      | Місто                  | Господарі         | Результат | Гості          | Турнір                        | Голи | Примітки |
| --------- | ---------------------- | ----------------- | --------- | -------------- | ----------------------------- | ---- | -------- |
| 24-3-2018 | Сан-Педро-дель-Пінатар | Канада            | 1 – 0     | Нова Зеландія  | товариський матч              | -    |          |
| 2-6-2018  | Мумбай                 | Кенія             | 2 – 1     | Нова Зеландія  | Міжконтинентальний кубок 2018 | -    |          |
| 5-6-2018  | Мумбай                 | Китайський Тайбей | 0 – 1     | Нова Зеландія  | Міжконтинентальний кубок 2018 | -    | 48'      |
| 7-6-2018  | Мумбай                 | Індія             | 1 – 2     | Нова Зеландія  | Міжконтинентальний кубок 2018 | -    | 50'      |
| 18-3-2022 | Доха                   | Папуа Нова Гвінея | 0 – 1     | Нова Зеландія  | Відбір до ЧС 2022             | -    |          |
| 21-3-2022 | Доха                   | Нова Зеландія     | 4 – 0     | Фіджі          | Відбір до ЧС 2022             | -    | 82'      |
| 24-3-2022 | Доха                   | Нова Зеландія     | 7 – 1     | Нова Каледонія | Відбір до ЧС 2022             | -    |          |
| Усього    |                        | Матчів            | 7         |                | Голів                         | 0    |          |